# Ojacastro
Ojacastro – gmina w Hiszpanii, w prowincji La Rioja, w La Rioja, o powierzchni 44,32 km². W 2011 roku gmina liczyła 186 mieszkańców.